# Olympische Sommerspiele 1980/Leichtathletik – 400 m Hürden (Männer)

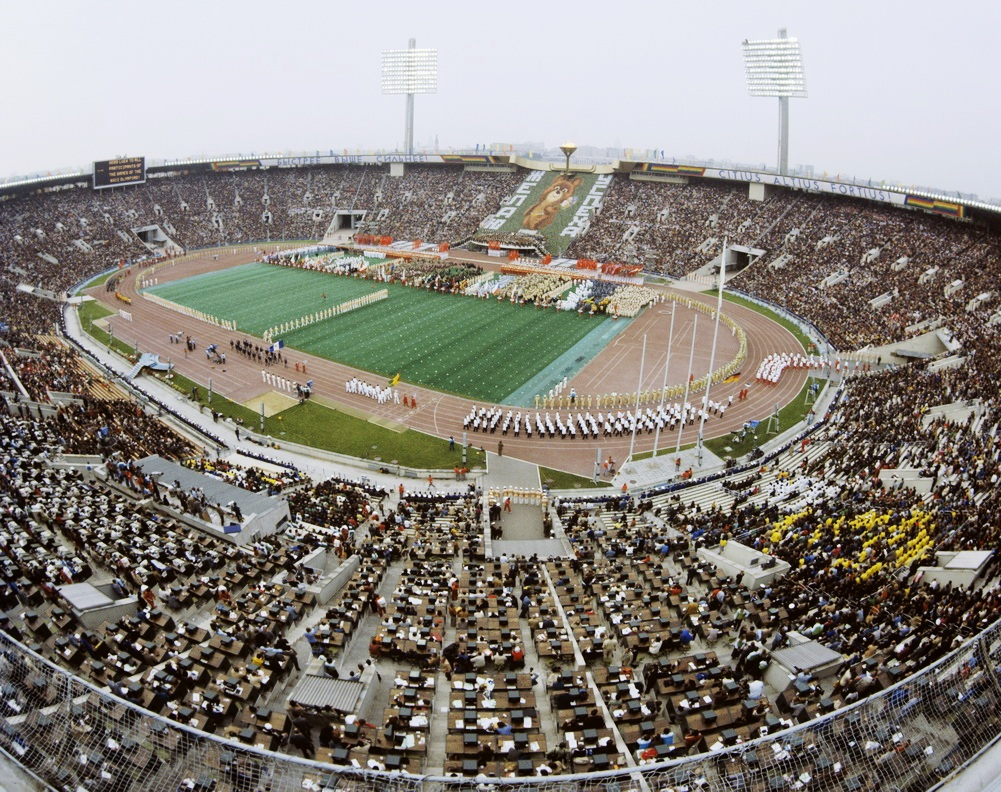
Das Luschniki-Stadion während der Eröffnungsfeier dieser Spiele

Der 400-Meter-Hürdenlauf der Männer bei den Olympischen Spielen 1980 in Moskau wurde am 24., 25. und 26. Juli 1980 im Olympiastadion Luschniki ausgetragen. 23 Athleten nahmen teil.
Olympiasieger wurde Volker Beck aus der DDR. Er gewann vor Wassyl Archypenko aus der Sowjetunion und dem Briten Gary Oakes.
Der Schweizer Franz Meier erreichte das Finale und belegte dort Rang sieben.

Läufer aus Österreich und Liechtenstein nahmen nicht teil. Athleten aus der Bundesrepublik Deutschland waren wegen des Olympiaboykotts ebenfalls nicht dabei.

## Bestehende Rekorde
| Weltrekord         | 47,13 s | Edwin Moses ( USA) | Mailand, Italien           | 3. Juli 1980  |
| Olympischer Rekord | 47,63 s | Edwin Moses ( USA) | Finale OS Montreal, Kanada | 25. Juli 1976 |

Der bestehende olympische Rekord wurde bei diesen Spielen nicht erreicht. Im schnellsten Rennen, dem Finale, verfehlte Olympiasieger Volker Beck diesen Rekord um 1,07 Sekunden. Zum Weltrekord fehlten ihm 1,57 Sekunden.

## Durchführung des Wettbewerbs
Die Athleten traten am 24. Juli zu drei Vorläufen an. Die jeweils vier Laufbesten – hellblau unterlegt – sowie die nachfolgend vier Zeitschnellsten – hellgrün unterlegt – erreichten das Halbfinale am 25. Juli. Hier qualifizierten sich die jeweils drei Laufbesten – wiederum hellblau unterlegt – sowie die nachfolgend zwei Zeitschnellsten – hellgrün unterlegt – für das Finale, das am 26. Juli stattfand.

## Zeitplan
24. Juli, 10:15 Uhr: Vorläufe

25. Juli, 17:10 Uhr: Halbfinale

26. Juli, 19:55 Uhr: Finale
Anmerkung:
Alle Zeiten sind in Ortszeit Moskau (UTC+3) angegeben.

## Vorrunde
Datum: 24. Juli 1980, ab 10:15 Uhr

### Vorlauf 1
| Platz | Name                  | Nation      | Zeit    |
| ----- | --------------------- | ----------- | ------- |
| 1     | Mykola Wassyljew      | Sowjetunion | 50,09 s |
| 2     | Antônio Dias Ferreira | Brasilien   | 50,14 s |
| 3     | Volker Beck           | DDR         | 50,35 s |
| 4     | Ryszard Szparak       | Polen       | 50,45 s |
| 5     | John Akii-Bua         | Uganda      | 50,87 s |
| 6     | Horia Toboc           | Rumänien    | 50,89 s |
| 7     | Davison Lishebo       | Sambia      | 51,73 s |

### Vorlauf 2
| Platz | Name               | Nation         | Zeit    |
| ----- | ------------------ | -------------- | ------- |
| 1     | Harry Schulting    | Niederlande    | 50,01 s |
| 2     | József Szalai      | Ungarn         | 50,23 s |
| 3     | Gary Oakes         | Großbritannien | 50,39 s |
| 4     | Alexander Charlow  | Sowjetunion    | 50,79 s |
| 5     | José Casabona      | Spanien        | 51,26 s |
| DNF   | Wilfred Kareng     | Botswana       |         |
| DNF   | Leonel Teller      | Nicaragua      |         |
| DNS   | Hassan Kadhim Irak |                |         |

### Vorlauf 3
| Platz | Name                | Nation      | Zeit    |
| ----- | ------------------- | ----------- | ------- |
| 1     | Wassyl Archypenko   | Sowjetunion | 50,22 s |
| 2     | Franz Meier         | Schweiz     | 50,32 s |
| 3     | Rok Kopitar         | Jugoslawien | 50,34 s |
| 4     | Juan Lloveras       | Spanien     | 50,48 s |
| 5     | Janko Bratanow      | Bulgarien   | 50,56 s |
| 6     | Christer Gullstrand | Schweden    | 50,95 s |
| 7     | Amer Maaraoui       | Syrien      | 53,26 s |
| 8     | Abdul Latif Abbas   | Kuwait      | 53,31 s |

## Halbfinale
Datum: 25. Juli 1980, ab 17:10 Uhr

### Lauf 1

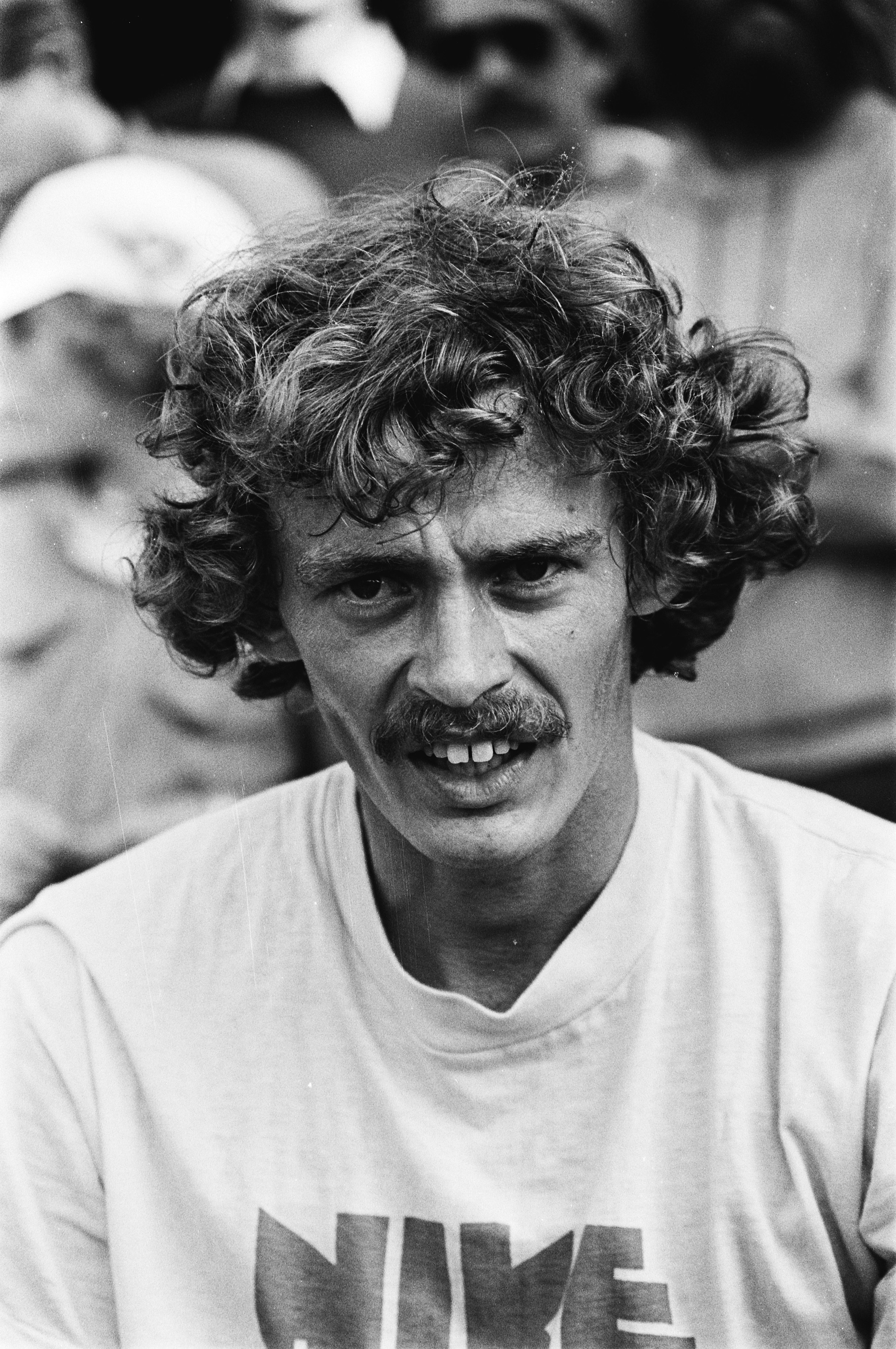
Harry Schulting – ausgeschieden als Vierter des ersten Halbfinals

| Platz | Name                  | Nation      | Zeit    |
| ----- | --------------------- | ----------- | ------- |
| 1     | Volker Beck           | DDR         | 50,36 s |
| 2     | Rok Kopitar           | Jugoslawien | 50,55 s |
| 3     | Horia Toboc           | Rumänien    | 50,58 s |
| 4     | Harry Schulting       | Niederlande | 50,61 s |
| 5     | Alexander Charlow     | Sowjetunion | 50,64 s |
| 6     | József Szalai         | Ungarn      | 51,06 s |
| 7     | Antônio Dias Ferreira | Brasilien   | 52,31 s |
| DNS   | Christer Gullstrand   | Schweden    |         |

### Lauf 2

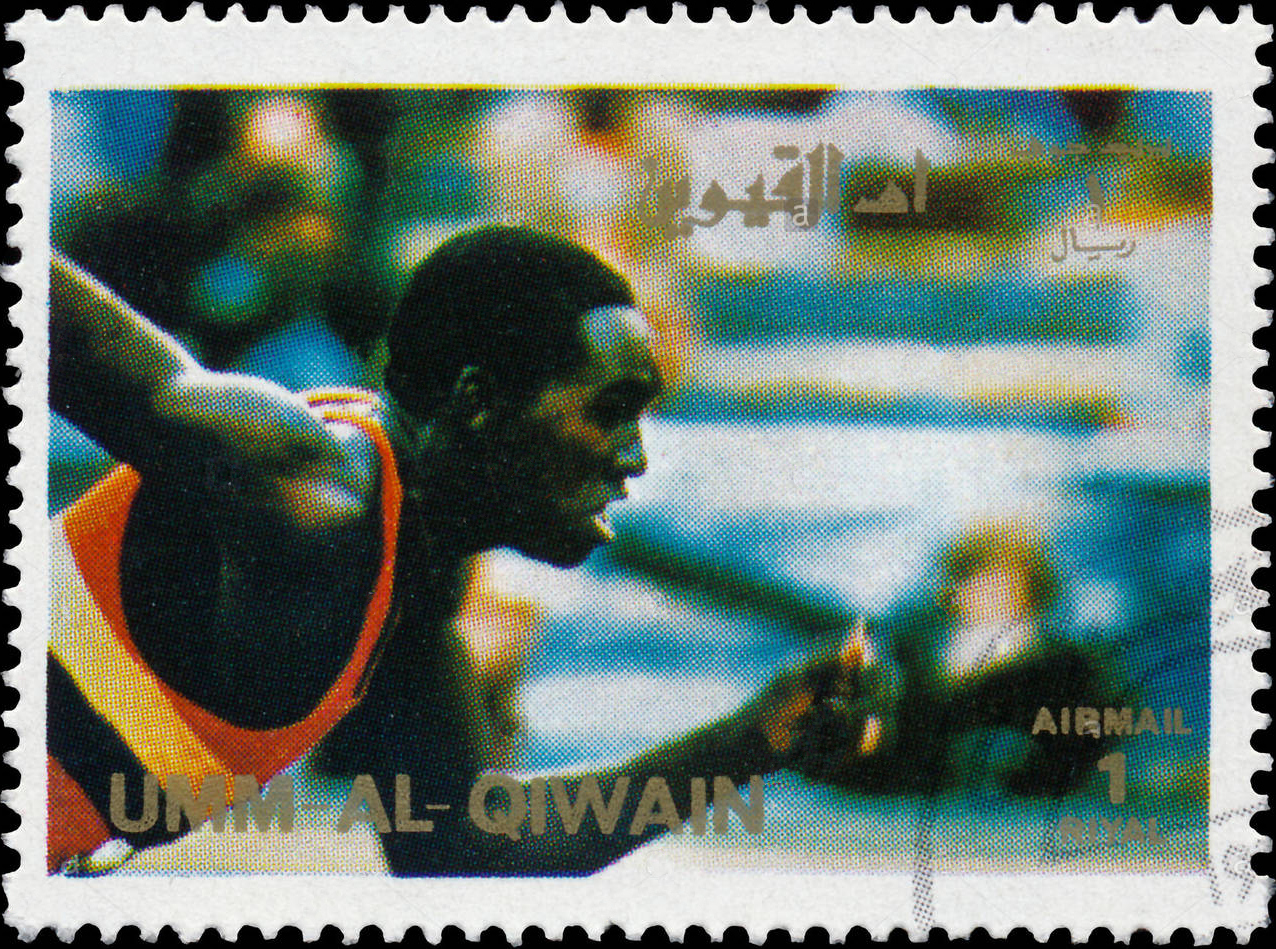
Der Olympiasieger von 1972 John Akii-Bua scheiterte als Siebter des zweiten Halbfinals

| Platz | Name              | Nation         | Zeit    |
| ----- | ----------------- | -------------- | ------- |
| 1     | Wassyl Archypenko | Sowjetunion    | 49,80 s |
| 2     | Mykola Wassyljew  | Sowjetunion    | 49,87 s |
| 3     | Gary Oakes        | Großbritannien | 50,07 s |
| 4     | Franz Meier       | Schweiz        | 50,12 s |
| 5     | Janko Bratanow    | Bulgarien      | 50,17 s |
| 6     | Ryszard Szparak   | Polen          | 50,41 s |
| 7     | John Akii-Bua     | Uganda         | 51,10 s |
| 8     | Juan Lloveras     | Spanien        | 51,86 s |

## Finale

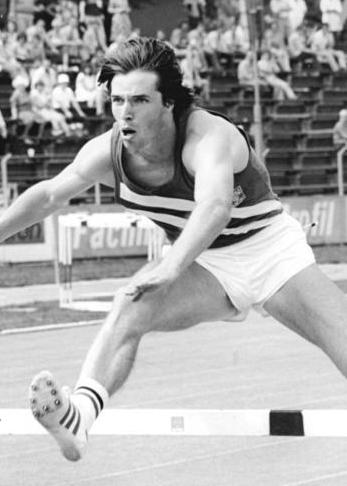
Olympiasieger Volker Beck

Datum: 26. Juli 1980, 19:55 Uhr
| Platz | Name              | Nation         | Zeit    |
| ----- | ----------------- | -------------- | ------- |
| 1     | Volker Beck       | DDR            | 48,70 s |
| 2     | Wassyl Archypenko | Sowjetunion    | 48,86 s |
| 3     | Gary Oakes        | Großbritannien | 49,11 s |
| 4     | Mykola Wassyljew  | Sowjetunion    | 49,34 s |
| 5     | Rok Kopitar       | Jugoslawien    | 49,67 s |
| 6     | Horia Toboc       | Rumänien       | 49,84 s |
| 7     | Franz Meier       | Schweiz        | 50,00 s |
| 8     | Janko Bratanow    | Bulgarien      | 56,35 s |

Die Abwesenheit der US-amerikanischen Hürdenläufer, insbesondere des Weltrekordlers und Olympiasiegers von 1976 Edwin Moses sowie des Europameisters von 1978 Harald Schmid aus der Bundesrepublik Deutschland schmälerte diesen Wettbewerb ganz enorm. Zu den Medaillenkandidaten gehörten vor allem Wassyl Archypenko aus der UdSSR, 1978 EM-Dritter, und Volker Beck aus der DDR.
Auf den ersten zweihundert Metern verlief das Finalrennen ziemlich ausgeglichen. Aus der Zielkurve heraus hatten sich drei Läufer mit sehr knappen Abständen untereinander einen Vorsprung herausgelaufen: Archypenko, Beck und der Brite Gary Oakes. Nun setzte sich zunächst Archypenko etwas ab und sah schon fast wie der Gewinner aus. Aber nach Überqueren der letzten Hürde machte Volker Beck noch einmal Kräfte frei und zog an dem sowjetischen Läufer vorbei zum Olympiasieg. Wassyl Archypenko gewann die Silbermedaille. Von hinten kam Mykola Wassyljew aus der UdSSR noch einmal näher an die ersten Drei heran, doch Gary Oakes brachte Bronze ins Ziel. Mit 48,70 Sekunden gab es die langsamste Siegeszeit seit 1964.
Volker Beck erreichte den ersten Olympiasieg der DDR über 400 Meter Hürden.

## Videolinks
- 400m hurdles final olympic games 1980 in moscow, youtube.com, abgerufen am 27. Dezember 2017
- Athletics - 1980 Moscow Olympics 400m Hurdles - Gary Oakes Interview, youtube.com, abgerufen am 29. Oktober 2021